# Jiquinlaca
Jiquinlaca är en ort i Honduras.   Den ligger i departementet Departamento de Intibucá, i den sydvästra delen av landet, 120 km väster om huvudstaden Tegucigalpa. Jiquinlaca ligger 552 meter över havet och antalet invånare är 1 248.
Terrängen runt Jiquinlaca är kuperad. Runt Jiquinlaca är det ganska tätbefolkat, med 120 invånare per kvadratkilometer. Närmaste större samhälle är Colomoncagua, 9,1 km sydost om Jiquinlaca.  